# 1976 en droit
Cet article présente les faits marquants de l'année 1976 en droit.

## Événements
- France : Martine Luc-Thaler devient la première femme avocate au Conseil d'État et à la Cour de cassation

## Décès
- 20 février : René Cassin, juriste français, Prix Nobel de la paix 1968 (° 5 octobre 1887)